# Dubysos upės slėnis
Dubysos upės slėnis este o arie protejată (arie de protecție specială avifaunistică — SPA) din Lituania întinsă pe o suprafață de 1.117,02 ha, integral pe uscat.

## Localizare
Centrul sitului Dubysos upės slėnis este situat la coordonatele 55°17′27″N 23°26′27″E / 55.2908°N 23.4408°E.

## Înființare
Situl Dubysos upės slėnis a fost declarat arie de protecție specială avifaunistică în aprilie 2004 pentru a proteja 4 specii de animale.

## Biodiversitate
Situată în ecoregiunea boreală, aria protejată nu include niciun habitat protejat.
La baza desemnării sitului se află mai multe specii protejate de  păsări (4): pescăruș albastru (Alcedo atthis), cristeiul de câmp (Crex crex), sfrâncioc roșiatic (Lanius collurio), silvie porumbacă (Sylvia nisoria).